# Nos Arcos da Lapa
Nos Arcos da Lapa é considerado o segundo álbum ao vivo de samba e pagode do cantor e compositor brasileiro Péricles lançado em 2013 pela gravadora Som Livre no formatos CD e DVD. O show de gravação do projeto ocorreu no dia 26 de julho de 2013 na Fundição Progresso, famosa casa de espetáculos da cidade do Rio de Janeiro e tem a direção de Izaias Marcelo e os arranjos feitos por Prateado e Pézinho e foi lançado no dia 18 de novembro de 2013. O álbum contou com as participações de Xande de Pilares , Ana Clara, Mumuzinho e Sandami, ex-vocalista da banda Sambô.
O CD traz 20 faixas e o DVD traz 24 faixas e inclui o extra "Pagode Nos Arcos" que é uma reunião de Péricles e outros cantores de samba, o primeiro single do álbum é o samba "Se Eu Largar o Freio" o qual também foi incluído no álbum Império - Nacional Vol. 2 que pertence a trilha sonora da novela Império e o outro sucesso é o pagode "Final de Tarde". o álbum traz a canção "Teu Rosto" que foi composta pelo Péricles, o Péricles diz que já na época que ele era vocalista do Exaltasamba, ele já queria gravar esta canção .
Péricles regrava canções neste álbum, regravou "Viola Em Bandoleira" do grupo de samba e pagode Fundo de Quintal, regravou "Sorriso Aberto" da cantora de samba Jovelina Pérola Negra. Também regravou "No Compasso do Criador" e "Recado a Minha Amada" do Katinguelê. Regravou "De Bem Com Deus" e "Seja Mais Você" e "Volta de Vez Pra Mim" as três do Grupo Raça. Regravou "Beijo Doce" do Grupo Pixote, regravou a canção "Tudo Fica Blue" do Soweto, regravou "Quem é Ela", "Pra São Jorge" e "Minha Fé" de Zeca Pagodinho.

## Lista de faixas

### CD[13]
| N.º | Título                                                                | Duração |  |
| 1.  | "Pot-Pourri: "Troca de Energia" / "Samba de Coração""                 | 3:52    |  |
| 2.  | "Êta Amor" (Part. Xande de Pilares)                                   | 4:05    |  |
| 3.  | "Final de Tarde"                                                      | 3:57    |  |
| 4.  | "Pot-Pourri: Viola em Bandoleira / Sorriso Aberto"                    | 4:00    |  |
| 5.  | "A Procura Acabou"                                                    | 3:31    |  |
| 6.  | "Se Eu Largar o Freio"                                                | 4:18    |  |
| 7.  | "Pot-Pourri: No Compasso do Criador / Recado a Minha Amada"           | 3:28    |  |
| 8.  | "Nossos Planos" (Part. Ana Clara)                                     | 3:29    |  |
| 9.  | "Toda Pura"                                                           | 2:58    |  |
| 10. | "Segura o Samba" (Part. Sandami)                                      | 2:51    |  |
| 11. | "Chance Pro Azar"                                                     | 3:16    |  |
| 12. | "Gueri Gueri"                                                         | 2:52    |  |
| 13. | "Pot-Pourri: De Bem Com Deus / Seja Mais Você / Volta de Vez Pra Mim" | 5:00    |  |
| 14. | "Pela Hora"                                                           | 2:50    |  |
| 15. | "Beijo Doce"                                                          | 3:42    |  |
| 16. | "Baratinado" (Part. Mumuzinho)                                        | 3:31    |  |
| 17. | "Na Direção do Sol"                                                   | 3:07    |  |
| 18. | "Canto da Razão"                                                      | 2:42    |  |
| 19. | "Tudo Fica Blue"                                                      | 3:05    |  |
| 20. | "Pot-Pourri: Quem É Ela / Pra São Jorge / Minha Fé"                   | 4:42    |  |

### DVD[12]
| N.º | Título                                                                      | Duração |  |
| 1.  | "Pot-Pourri: "Troca de Energia" / "Samba de Coração""                       |         |  |
| 2.  | ""Êta Amor"" (Part. Xande de Pilares)                                       |         |  |
| 3.  | ""Final de Tarde""                                                          |         |  |
| 4.  | "Pot-Pourri: "Viola em Bandoleira" / "Sorriso Aberto""                      |         |  |
| 5.  | ""A Procura Acabou""                                                        |         |  |
| 6.  | ""Se Eu Largar o Freio""                                                    |         |  |
| 7.  | "Pot-Pourri: "No Compasso do Criador" / "Recado a Minha Amada""             |         |  |
| 8.  | ""Nossos Planos"" (Part. Ana Clara)                                         |         |  |
| 9.  | "Pot-Pourri: "Insensatez" / "É Tanta""                                      |         |  |
| 10. | ""Toda Pura""                                                               |         |  |
| 11. | ""Segura o Samba"" (Part. San) (Sambô)                                      |         |  |
| 12. | ""Chance Pro Azar""                                                         |         |  |
| 13. | ""Gueri Gueri""                                                             |         |  |
| 14. | ""Bem Vinda""                                                               |         |  |
| 15. | "Pot-Pourri: "De Bem Com Deus" / "Seja Mais Você" / "Volta de Vez Pra Mim"" |         |  |
| 16. | ""Pela Hora""                                                               |         |  |
| 17. | ""Meu Hobby Predileto""                                                     |         |  |
| 18. | ""Beijo Doce""                                                              |         |  |
| 19. | ""Baratinado"" (Part. Mumuzinho)                                            |         |  |
| 20. | ""Na Direção do Sol""                                                       |         |  |
| 21. | ""Canto da Razão""                                                          |         |  |
| 22. | ""Teu Rosto""                                                               |         |  |
| 23. | ""Tudo Fica Blue""                                                          |         |  |
| 24. | "Pot-Pourri: "Quem É Ela" / "Pra São Jorge" / "Minha Fé""                   |         |  |
| 25. | "Pagode Nos Arcos" (Extras)                                                 |         |  |
| 26. | "Making Of" (Extras)                                                        |         |  |

## Desempenho nas paradas
| Parada musical (2013)       | Melhor posição |
| --------------------------- | -------------- |
| Brasil (iTunes Album Chart) | 64             |